# Talsperre Tabueira
Die Talsperre Tabueira (portugiesisch Barragem de Tabueira) liegt in der Region Alentejo Portugals im Distrikt Évora. Sie staut den Ribeira dos Pombos zu einem Stausee auf. Die Gemeinde Ciborro befindet sich ungefähr ein Kilometer westlich der Talsperre.
Die Talsperre wurde 1976 fertiggestellt. Sie dient neben der Bewässerung auch der Trinkwasserversorgung. Die Talsperre ist im Besitz der Cooperativa Agropecuária do Ciborro.

## Absperrbauwerk
Das Absperrbauwerk ist ein Staudamm mit einer Höhe von 23 m über der Gründungssohle (22 m über dem Flussbett). Die Dammkrone liegt auf einer Höhe von 155 m über dem Meeresspiegel. Die Länge der Dammkrone beträgt 260 m und ihre Breite 6 m. Das Volumen des Staudamms umfasst 169.000 m³.
Der Staudamm verfügt sowohl über einen Grundablass als auch über eine Hochwasserentlastung. Über die Hochwasserentlastung können maximal 17,86 m³/s abgeleitet werden. Das Bemessungshochwasser liegt bei 101,2 m³/s; die Wahrscheinlichkeit für das Auftreten dieses Ereignisses wurde mit einmal in 250 Jahren bestimmt.

## Stausee
Beim normalen Stauziel von 152,5 m (maximal 153,5 m bei Hochwasser) erstreckt sich der Stausee über eine Fläche von rund 0,46 km² und fasst 3,5 Mio. m³.